# فرانز إم. يوهانسن
فرانز إم. يوهانسن (بالإنجليزية: Franz M. Johansen)‏ هو نحات أمريكي، ولد في 1928، وتوفي في 23 أغسطس 2018.